# NGC 270
NGC 270 est une galaxie lenticulaire située dans la constellation de la Baleine. Elle a été découverte par le l'astronome germano-britannique William Herschel en 1798.

## Caractéristiques
Sa vitesse par rapport au fond diffus cosmologique est de 3 449 ± 32 km/s, ce qui correspond à une distance de Hubble de 50,9 ± 3,6 Mpc (∼166 millions d'al).
À ce jour, une mesure non basée sur le décalage vers le rouge (redshift) donne une distance d'environ 43,000 Mpc (∼140 millions d'al). Cette valeur est à l'extérieur des valeurs de la distance de Hubble.